# Cashel Palace
Cashel Palace è la sede della Curia di Cashel, nella Contea di Tipperary, in Irlanda. Il progetto fu firmato da Edward Lovett Pearce, che ottenne l'incarico dopo essere diventato Surveyor-General d'Irlanda nel 1730, su incarico dell'arcivescovo Theophilus Bolton. L'edificio è una villa palladiana in mattoni rossi su due piani, con il tetto nascosto da un architrave di mattoni e finestre veneziane lungo la facciata. Il palazzo è collegato alla Rocca di Cashel da un sentiero disegnato dallo stesso Pearce.